# Alejandro De Tomaso
Alejandro De Tomaso (en italiano: Alessandro de Tomaso; Buenos Aires; 10 de julio de 1928-Módena; 21 de mayo de 2003) fue un empresario argentino, fundador de la empresa de automóviles De Tomaso Automobili S.p.A. De Tomaso era un apasionado del automóvil. Primero fue piloto de carreras y luego, como constructor, su vida estuvo siempre ligada a los automóviles deportivos y de competición.

## Biografía
Alejandro de Tomaso nació el 10 de julio de 1928 en Buenos Aires, Argentina y murió el 21 de mayo de 2003 en Módena, Italia. Su padre, Antonio de Tomaso (1889-1933), era argentino de primera generación, hijo de inmigrantes pobres originarios de Italia (cuyo apellido original era "di Tommaso"), y se dedicó a la política activa, primero en el Partido Socialista y después en un grupo escindido de él, el PSI. Culminaría su carrera como ministro de agricultura del presidente Agustín P. Justo. Murió en el ejercicio del cargo, cuando su hijo Alejandro tenía apenas 5 años. Por otra parte su madre provenía de una rica familia española descendiente del virrey Pedro de Cevallos. Su padre murió sorpresivamente cuando él tenía 5 años, por lo que su madre se hizo cargo en soledad de la crianza de sus hijos. Alejandro dejó la escuela a los 15 años y se puso a trabajar en los campos de la familia.
A la edad de 20 años, Alejandro era ya el administrador de las finanzas familiares. Regresó a Buenos Aires tras el fin de la Segunda Guerra Mundial y colaboró junto a Roberto Noble en la fundación del diario Clarín. Escribió en la sección de economía e inició una militancia en el Partido Demócrata, de orientación conservadora, que le causó varios problemas durante el gobierno peronista, por lo que fue arrestado y obligado a recluirse en sus estancias.
Su ambición por las carreras empezó en las carreteras argentinas pilotando un viejo Bugatti de cuatro cilindros. Más tarde pilotó un Alfa Romeo supercargado de una sola plaza en eventos locales.
En 1954 De Tomaso quedó en segundo lugar de su categoría y séptimo de la general en los 1000 Kilómetros de Buenos Aires a bordo de un Maserati. Al año siguiente obtuvo la victoria de su categoría y el cuarto lugar de la general en el mismo evento.
El ambiente político en la Argentina de esos años no era fácil y empezó a ser perseguido por el gobierno peronista, es por esto que en 1955 De Tomaso decidió exiliarse al norte de Italia donde trabajó como mecánico para los hermanos Maserati en su fábrica de Bologna, construyendo automóviles OSCA (Officine Specializzate di Construzione Automobili).
Después de un breve desempeño como corredor de Fórmula 1, Alejandro De Tomaso se estableció en la patria de sus mayores, Italia. Allí fundó en 1959 en Módena la compañía De Tomaso Automobili S.p.A.. Sus primeros vehículos estaban basados en los OSCA con los que había corrido con tanto éxito y estaban construidos para competir en la recién creada Fórmula Junior, y para 1961, De Tomaso ya había desarrollado un automóvil de Fórmula 1.
Todos sus automóviles lucían en sus llantas y frente de capó la enseña De Tomaso. Esta se conformaba con los colores de la bandera argentina y un logotipo de yerra emergente de la marca de propiedad De Tomaso que en el campo se le aplica a su ganado vacuno.
Para 1970 ya había creado un monoplaza de Fórmula 1 para Frank Williams. De sus instalaciones salieron modelos como el Vallelunga, el Mangusta o el Pantera. En 1973 De Tomaso compró Moto Guzzi y en 1976 hizo lo mismo con Innocenti y Maserati. De esta última fue dueño hasta mediados de los 80' cuando la vendió a Fiat y de Innocenti hasta 1990 cuando también fue vendida al gigante turines. 

### Fórmula 1
Alejandro debutó en  1957 en el Gran Premio de su tierra natal argentina. Obtuvo la novena posición, no premiada con puntos, con nueve vueltas menos que el ganador.
En 1959 disputó su segunda carrera, pero no la acabó.

## Resultados

### Fórmula 1
(Clave) (negrita indica pole position) (cursiva indica vuelta rápida)

| Año     | Escudería           | 1     | 2   | 3   | 4   | 5   | 6   | 7   | 8   | 9       | Pos. | Puntos |
| ------- | ------------------- | ----- | --- | --- | --- | --- | --- | --- | --- | ------- | ---- | ------ |
| 1957    | Scuderia Centro Sud | ARG 9 | MON | 500 | FRA | GBR | GER | PES | ITA |         | NC   | 0      |
| 1959    | Automobili O.S.C.A. | MON   | 500 | NED | FRA | GBR | GER | POR | ITA | USA Ret | NC   | 0      |
| Fuente: |                     |       |     |     |     |     |     |     |     |         |      |        |

## Vida privada
Mientras trabajaba en la fábrica de Maserati, conoció a la estadounidense Elizabeth Haskell, quien era nieta de William Crapo Durant, uno de los fundadores de General Motors. De Tomaso y Elizabeth se casaron en 1956. Si bien vivió la mayor parte de su vida en Italia, De Tomaso nunca renunció a la nacionalidad argentina.

## Últimos tiempos
Alejandro De Tomaso sufrió un derrame cerebral en 1993. Sobrevivió con una semi parálisis, y murió el 21 de mayo del 2003. A pesar de su enfermedad, estaba trabajando en un proyecto que nunca fue más allá de un primer prototipo terminado, un nuevo Pantera.